# Ольсен, Олаф Хейманн
Олаф Хейманн Ольсен (дат. Olaf Heymann Olsen; 7 июня 1928 года, Копенгаген, Дания — 17 ноября 2016 года, Алро, Дания) — датский археолог и историк, работавший в основном в области археологии средневековья и эпохи викингов. Был директором Национального музея Дании и Датского Национального археологического совета в 1981—1995.

## Биография
Олаф Ольсен родился в Копенгагене в семье Альберта Ольсена (1890—1949) и Агнет Э. Бинг (1905-90). Стал студентом в 1946 году, получил степень магистра истории и географии в 1953. В 1966 году он получил степень доктора философии в Копенгагенском университете. Олаф Олсен стал ассистентом Национального музея Дании в Копенгагене в 1950 году, а уже 1958 его заведующим. В 1971 году был назначен профессором средневековой археологии в Орхусском университете. В 1981 году он стал директором Национальный музей и Управление культурного наследия.

В период 1962—1979 годов в основном был занят исследованиями круглых замков эпохи викингов. Проводил многочисленные археологические раскопки в Дании, Норвегии и Англии. Ольсен провел большое число раскопок средневековых скандинавских церквей и был одним из первых в открытии древних кораблей Скулделев.
Олаф Олсен также был главным редактором энциклопедии датской истории в 16 томах Gyldendal og Politikens Danmarkshistorie в 1988—1991 годах и председательствовал в Научном совете Большой Датской Энциклопедии (дат. Den Store Danske Encyklopædi). Он получил премию Розенкъера (Rosenkjr-Prisen) в 1991 году и награждён медалью Ingenio et Arti в 1992.

## Сотрудничество с СССР
Во время холодной войны в 1947 году, когда Олаф Ольсен был ещё студентом (в то время ему был 21 год), он составил и передал в посольство СССР в Копенгагене список из 500 имен выдающихся датских ученых и деятелей культуры и искусства. Кроме того, 75 имен он сопроводил короткой биографией с указанием политических взглядов этих людей. Благодаря работе датской разведки в 1951 году полиция узнала об этом факте, но дело не дошло до суда. Об этом инциденте общественности стало известно в 2012 году, в связи с чем Ольсен выразил сожаление о своём поступке.
По словам историка Бента Йенсена, Олаф Ольсен в 1949 году написал в датском журнале Sovjet i Dag статью под названием «Есть ли преследования евреев в Советском Союзе?». В своей статье он ответил на этот вопрос отрицательно: «Конечно же в Советском Союзе нет преследований евреев. Любой, кто имеет хоть малейшее представление о коммунистической теории и советской национальной политике, поймет, что любая форма расовой дискриминации совершенно немыслима в Советском Союзе». Он также писал, что в СССР советские евреи «были свободнее, чем евреи в любой другой стране».

## Публикации
- Olaf Olsen: Hørg, Hov og Kirke. Historiske og arkæologiske vikingetidsstudier; G. E. C. Gad, København 1966
- Olaf Olsen, Ole Grumlin-Pedersen: Fem vikingeskibe fra Roskilde Fjord; Vikingeskibshallen i Roskilde 1969
- Olaf Olsen: I Jacob Madsens fodspor. Biskop C. T. Engelstofts fynske kirkebeskrivelser; Odense Universitetsforlag 1970
- Olaf Olsen: Christian IVs tugt- og børnehus (Anden forøgede udgave); Wormianum, Århus 1978
- Olaf Olsen: Tanker i tusindåret ; Skalk, 1980. № 3, s. 18-26
- Olaf Olsen: Da Danmark blev til; Fremad, 1999
- Olaf Olsen: Mit levned — et liv i arkæologiens og historiens tjeneste. Wormianum; Højbjerg 2017.

## Премии и награды
- 1966 — Почетная премия фонда им. Готлиба Эрнста Клаузена Гада (дат. G.E.C. Gads Fonds Hæderspris)
- 1991 — Премия Розенкьера (дат. Rosenkjærprisen)
- 1992 — Почетная премия фонда им. Готлиба Эрнста Клаузена Гада (дат. G.E.C. Gads Fonds Hæderspris)
- 1992 — Медаль Ingenio et Arti
- 1998 — Королевская медаль Воздаяния (дат. Den Kongelige Belønningsmedalje)
- 2003 — Медаль археологического фонда королевы Маргрете II (дат. Dronning Margrethe II's Arkæologiske Fonds Medalje)
- 2014 — Премия Фонда фундаментальных исследований им. Рагна Раск-Нильсенс (дат. Ragna Rask-Nielsens Grundforskningsfonds pris)